# Samuel Tcherassi
Samuel David Tcherassi Barrera (Barranquilla, 23 de septiembre de 1963-Barranquilla, 29 de mayo de 2014)  fue un fotógrafo colombiano, más conocido por su fotografías sobre el carnaval de Barranquilla.

## Publicaciones
- Magdalena  2011
- La cumbia, la reina del carnaval  2009
- Edición especial Tigo  2009
- Feria de las Flores 50 años  2008
- Carnaval de Barranquilla  2008
- Tradiciones folcóricas del departamento del Atlántico  2007
- Carnaval de Barranquilla panorámico  2005
- El mundo de las cuatro estaciones  2001
- Retratos costeños  1997